# Alt-J
Alt-J (gestileerd als alt-J, Δ, eerder bekend als Films) is een Britse indierockband uit Leeds, gevormd door frontman Joe Newman, Gwil Sainsbury, Gus Unger-Hamilton en Thom Green. De vier leden ontmoetten elkaar op de Universiteit van Leeds, en in 2008 werd de band opgericht. Met hun debuutalbum An Awesome Wave wonnen ze de Mercury Prize.

## Achtergrond
Alt-J werd gevormd toen Gwil Sainsbury (gitarist/bassist), Joe Newman (gitaar/zang), Gus Unger-Hamilton (keyboards) en Thom Green (drums) elkaar in 2007 ontmoetten op de Universiteit van Leeds. Na hun afstuderen verhuisden ze naar Cambridge waarna zij het debuutalbum opnamen in Brixton. Gus studeerde Engelse literatuur, de andere drie Schone kunsten.
Al in hun tweede studiejaar toonde Joe aan Gwil een aantal van zijn eigen nummers die geïnspireerd waren door het gitaarspel van zijn vader en hallucinogenen. Het tweetal begon met opnamen in hun slaapkamer waarbij Gwil optrad als producent met het computerprogramma GarageBand. De band repeteerde twee jaar voordat er een deal met Infectious Records in 2011 tot stand kwam.

## Naam van de band
Het symbool "Δ" wordt in dit geval niet als "delta" uitgesproken, maar als "alt-J". Dit is namelijk op het toetsenbord van een Apple-computer de toetsencombinatie om de Griekse letter delta (Δ) te genereren. Gwil Sainsbury merkte op: "In wiskundige vergelijkingen wordt het teken gebruikt om veranderingen in de helling van de lijn aan te duiden". De band kwam op deze nieuwe naam vanwege het keerpunt/veranderingen in hun leven. Voorheen kende men hen als "Daljit Dhaliwal" - vernoemd naar de Britse presentatrice en nieuwslezers - of "Films".
In alle coverafbeeldingen van albums en singles van alt-J van het eerste album An Awesome Wave zit op een bepaalde manier het deltateken verweven.

## Carrière

### Eerste muziekuitgaven
Hun gelijknamige eerste 4-track-ep "Δ" werd opgenomen met producer Charlie Andrew in Londen en bevat de nummers Breezeblocks, Hand-Made, Matilda en Tessellate. Een singletje op vinyl met Bloodflood en Tessellate werd uitgebracht door het muziekmagazine "Loud And Quiet" in oktober 2011.
De eerste uitgave voor Infectious Records was op 25 mei 2012 met een driehoekig gevormde grammofoonplaat met Matilda en Fitzpleasure gevolgd door Breezeblocks als voorschot op hun eerste album "An Awesome Wave". Hiermee tekent de groep voor een mix van folk en alternatieve rock die enigszins kan worden vergeleken met Hot Chip, Wild Beasts en Everything Everything.

### An Awesome Wave en tournee
Het debuutalbum An Awesome Wave is wat ingewikkelder en bevat meerdere muziekgenres en uitingen als folk, roffelende bas, aanstekelijke pop, hiphop-beats, triphopsferen, indierock, zware elektronische riffs en dit alles verweven met hartverscheurende intieme teksten, doorspekt met filmische en literaire verwijzingen naar The Good, the Bad and the Ugly, Luc Besson's Leon: The Professional (Matilda en archieftrack Léon) en Maurice Sendaks Max en de Maximonsters (Breezeblocks).
Alt-J ondersteunde de Wild Beasts in april 2012 en begon een tournee in het Verenigd Koninkrijk en Ierland. Deze begon op 24 mei 2012 bij de “The Academy” in Dublin en eindigde op 1 juni. De band speelde op een groot aantal festivals in de zomer van 2012, zoals in Groot-Brittannië: Latitude, Tramlines, Bestival, Reading en Leeds Festivals, End Of The Road, Milhões de Festa, T in the Park en Green Man. In België Pukkelpop en Rock Werchter en in Nederland zowel Lowlands als Into The Great Wide Open op Vlieland.
In de zomer van 2013 trad alt-J op op het nieuwe Best Kept Secret Festival in Hilvarenbeek.

### This Is All Yours
Begin 2014 kondigde de band via Twitter en later ook uitgebreider via Facebook aan dat Sainsbury de band zou verlaten om persoonlijke redenen. De vier zouden nog steeds goede vrienden zijn en de drie anderen steunen Sainsbury volledig in zijn keuze. De band gaat verder als een trio.
Op 9 juni 2014 kondigden ze aan dat hun tweede album This Is All Yours op 22 september uitgebracht zou worden. Voorafgaande aan de release werden er drie singles uitgebracht, Hunger of the Pine, Left Hand Free en Every Other Freckle.

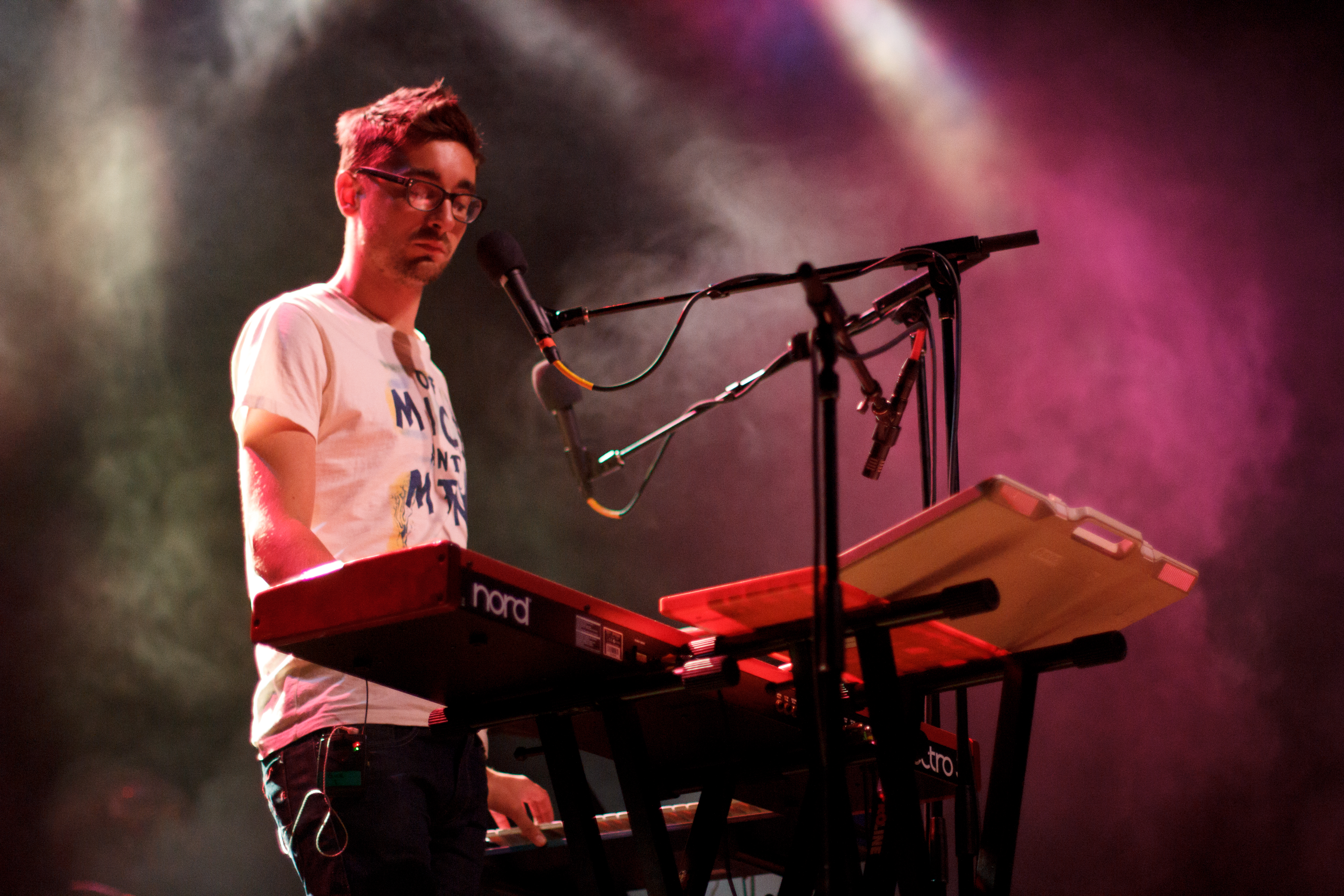
Gus Unger-Hamilton
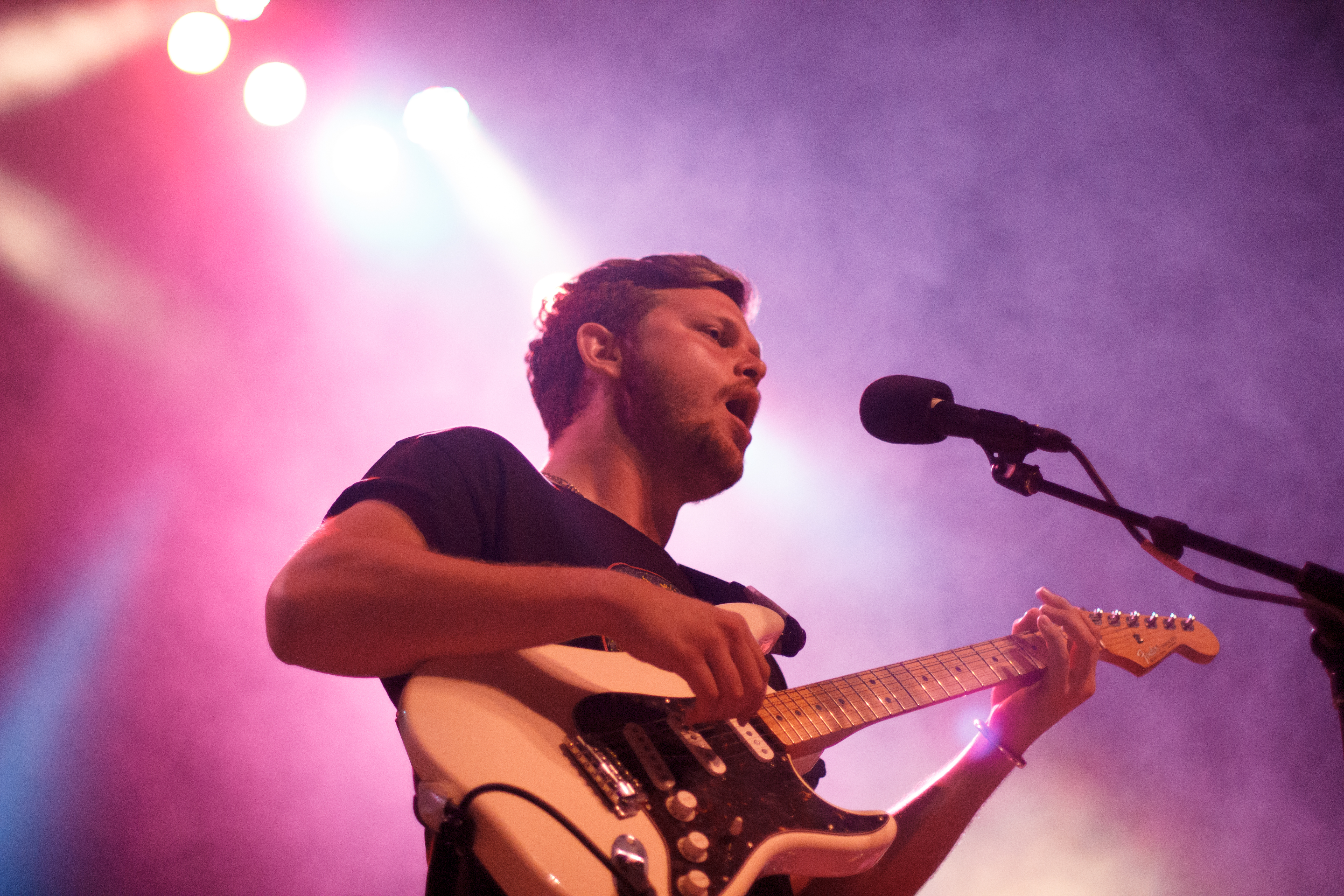
Joe Newman
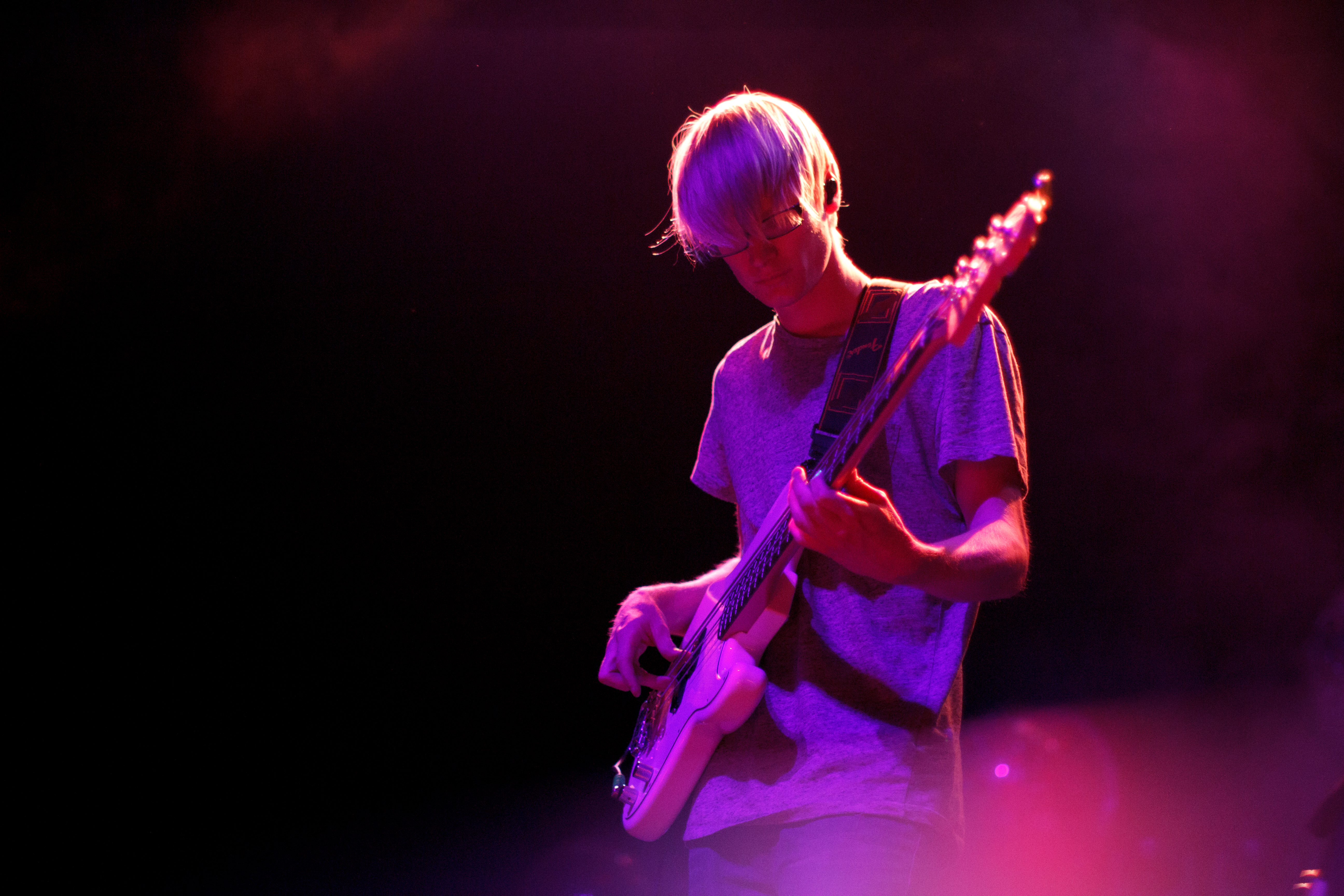
Ex-lid Gwil Sainsbury

## Discografie
Studioalbums
- 2012: An Awesome Wave
- 2014: This Is All Yours
- 2017: Relaxer
- 2022: The Dream